# Röd maracuja
Röd maracuja (Passiflora miniata) är en art i passionsblomssläktet inom familjen passionsblommeväxter från Guyana och södra Venezuela till Amazonas i Peru, Bolivia och Brasilien och den räknas till supersektionen Coccineae. Arten har under lång tid förväxlats med P. coccinea och de flesta, eller alla plantor under det namnet i kultur är P. miniata.

## Beskrivning
Arten är en kraftigväxande lian. Unga stammar är purpurfärgade, äldre stammar har tre djupa fåror. Blad avlånga, hela, fint ludna, 6-14 cm långa, 3-7 cm breda. Blommorna är scharlakansröda. Bikronan har tre kransar av filament, den yttersta djupt purpur, de övriga är ljust rosa eller vita. Frukten är hängande, ätlig.
Arten liknar P. coccinea, men den har två kransar filament i bikronan, den yttersta är vit eller blekt rosa. Frukterna är upprättstående. På senare år har ytterligare ett antal mycket lika arter beskrivits, som P. arta, P. compar och P. curva men dessa förekommer troligen inte i odling.

## Odling
Lättodlad men mycket storväxt och passar kanske inte som klassisk krukväxt men blir mycket vacker i ett uterum. Kräver en solig placering och med bra ljus kan den blomma från april till sena hösten. Föredrar en något sur jord som skall vara väldränerad. Övervintras vid ca 15°C, men klarar tillfälligt lägre. Kräver god tillgång till näring och bör hållas jämnt fuktig året om.

## Synonymer
- Passiflora coccinea hort. nom. inval. fel använt.